# Sima Yan
Sima Yan (kinesiska 司馬炎, Sīmǎ Yán), eller Kejsar Wu av Jin (晉武帝, Jìn Wǔ Dì) var en kejsare som levde i Kina 236–290 efter Kristi födelse och grundade dynastin Jin 265 som i sitt ursprungliga skick bara härskade över hela det egentliga Kina i 54 år.
Innan Jins grundande var Sima Yan en general under dynastin Cao Wei. I 280 besegrade Sima Yan den sista av tre kungadömen, Wu, och förenade Kina..
Som kejsare upplöste han sin armé för att spara pengar som skulle sedan betala Simas andra planerade reformer. Arméns upplösning ledde till det att utomstående stammar kunde attackera Kina..
Sima Yans postumt namn blev 武帝 (Wǔ Dì) som betyder "krigisk kejsare". Efter hans död började den så kallade åtta prinsars krig.